# Эркинов, Шахбоз Фуркатович
Шахбоз Фуркатович Эркинов (узб. Shahboz Furqatovich Erkinov; род. 16 июля 1986, Ташкент) — узбекистанский футболист, нападающий клуба «Андижан».

## Карьера
Начал карьеру в 2003 году в составе ташкентского «Пахтакора». В 2005 году перешёл в «Согдиану» и выступал за этот клуб один сезон. Последующие три сезона провёл в составе «Шуртана», «Пахтакора» и «Согдианы». В конце 2008 года перешёл в иранский клуб «ПАС». Выступал за «ПАС» до 2010 года.
В том году вернулся в Узбекистан и перешёл в состав «Шуртана». Выступал за гузарский клуб полтора сезона и в 2012 году перешёл в «Пахтакор». Сезон 2013 года провёл в «Алмалыке». С 2014 года является игроком «Навбахора».